# Ingrid Harms

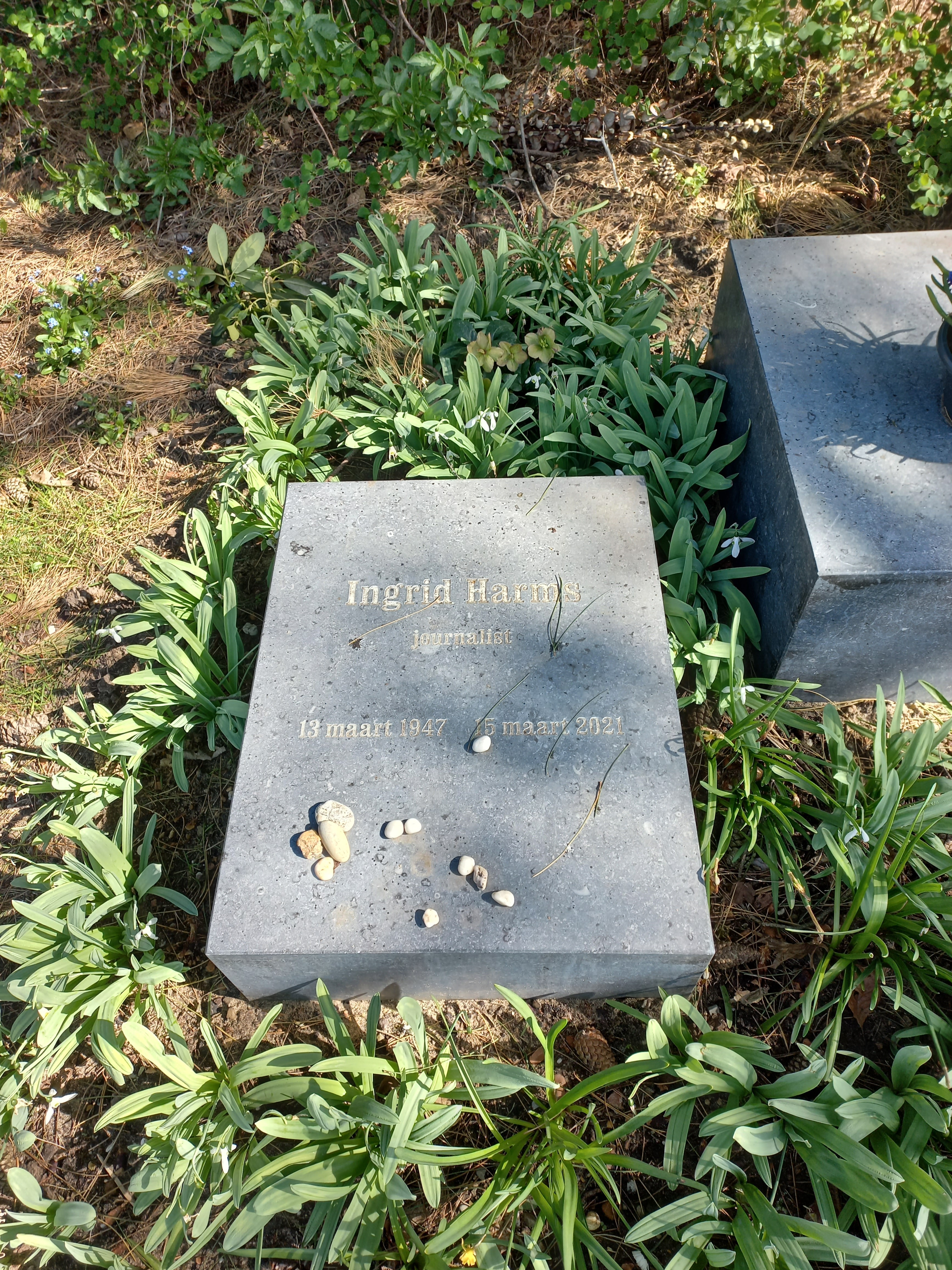
Ingrid Harms, De Nieuwe Ooster (april 2022)

Ingrid Magdalena Maria Matrjona Harms (Vlissingen, 13 maart 1947- Amsterdam, 15 maart 2021) was een Nederlands journalist.
Ze was dochter van August Ferdinand Henri Harms (1921-2013) en Nina Tscherwjakowa (Krasnodar, 1925-2009, vanwege langdurige vertaaldiensten in 2006 benoemd tot ridder in de Orde van Oranje-Nassau), die zich in Zeeland vestigde.
Haar loopbaan begon serieus rond 1967 toen ze bij de VARA kwam te werken voor De Ombudsman en vanaf 1975 ook bij het vrouwenprogramma Radioweekblad. Met de documentaire Nollen, een zakenman in de zwakzinnigenzorg en een hoogoplopende geschil bij De Ombudsman kwam daar een eind aan. Ze ging vervolgens werken als onderzoeksredacteur bij Vrij Nederland, waar ze van 1980 tot 2009 redacteur was. Ze schreef ook recensies over films en televisie. Ze brandde onder meer de film De boezemvriend met de "tekst Vanessa de boezem" en "André van Duin de vriend". Ook een boekenprogramma in de jaren tachtig van Boudewijn Büch kreeg er (mede vanwege zijn uiterlijk) van langs. In 1987 was ze een van de sprekers in het programma HomoNos.
Na het vertrek werd ze freelancer en werkte bijvoorbeeld voor het Stimuleringsfonds Nederlandse Culturele Omroepproducties en beoordeelde films die op de nominatie stonden om vertoond te worden op IDFA.  
Ze publiceerde onder meer:
- In Nederland door omstandigheden (1987) met Tessel Pollmann
- Russische vrouwen in Nederland. Portret van de verloren dochters van Vader Stalin (over haar moeder, 1988)
- Het Bureau slaat terug; de personages van J.J. Voskuil slaan terug (Vrij Nederland 1996)
- Familieportret de Van Houtens (Vrij Nederland, 2006, onder andere Carice van Houten)
- Han Nefkens, 10 jaar mecenas (2011) samen met Onno Voltus van Hamme
- Ongezouten Zuiderhoek (2014), een receptenboek zoutloos koken, samen met Olga Zuiderhoek

Ze had in Hansje Quartel een levenspartner. Ze overleed aan kanker en werd gecremeerd op De Nieuwe Ooster.
- Digitale Bibliotheek voor de Nederlandse Letteren: harm036
- Système universitaire de documentation: 163255768
- Virtual International Authority File: 503832